# Jean-Frédéric Poisson
Jean-Frédéric Poisson (* 22. ledna 1963 Belfort) je francouzský politik. V letech 2004–2007 byl starostou Rambouilletu, v letech 2009–2010 a 2012–2017 poslancem Národního shromáždění a od roku 2013 je předsedou Křesťanskodemokratické strany. Účastnil se republikánských primárek 2016, kde obdržel 1,45 % hlasů. Ve volbách 2022 plánoval kandidovat na prezidenta, kandidatury se ale nakonec vzdal ve prospěch Érica Zemmoura.